# Genimen
Genimen is een geslacht van rechtvleugeligen uit de familie Dericorythidae. De wetenschappelijke naam van dit geslacht is voor het eerst geldig gepubliceerd in 1917 door Bolívar.

## Soorten
Het geslacht Genimen omvat de volgende soorten:
- Genimen amarpur Ingrisch, Willemse & Shishodia, 2004
- Genimen bannanum Mao, Ren & Ou, 2010
- Genimen burmanum Ramme, 1941
- Genimen ceylonicum Uvarov, 1927
- Genimen lailad Ingrisch, Willemse & Shishodia, 2004
- Genimen prasinum Bolívar, 1917
- Genimen victoriae Ramme, 1941
- Genimen yunnanensis Zheng, Huang & Liu, 1988
- Genimen zhengi Mao, Ren & Ou, 2010